# Modiolus comptus
Modiolus comptus is een tweekleppigensoort uit de familie van de Mytilidae. De wetenschappelijke naam van de soort is voor het eerst geldig gepubliceerd in 1915 door G.B. Sowerby III.